# Bavorská vlajka

Bavorská vlajka s pruhy
Poměr stran: 3:5

Bavorská vlajka se šachovnicí
Poměr stran: 3:5

Vlajka Bavorska, jedné ze spolkových zemí Německa, má dvě rovnocenné podoby. První z nich sestává z bílého a modrého vodorovného pruhu, druhá z nich z bílo-modré routované šachovnice. Zákon neupravuje přesný tón modré barvy (doporučena je nebeská modř – RAL 5015) ani poměr délky a šířky vlajkového listu (nejčastěji je 3:5 podle spolkové vlajky). U routovaného pole však platí, že v (heraldicky) pravém horním rohu by měl být střed bílého kosočtverce a že na celé vlajce musí být nejméně 21 barevných ploch (včetně těch zasahujících přes okraj).
V Bavorsku se často vyvěšuje také routovaná vlajka doplněná o státní znak, tato podoba však není oficiálně schválena. 

## Historie
Bílo-modrá routovaná šachovnice byla původně znakem hrabat z Bogenu, kteří vymřeli roku 1242. Jejich majetek pak zdědili Wittelsbachové, z toho důvodu, že Ludvík I. Bavorský byl manželem Ludmily Přemyslovny, jež byla předtím provdána za Alberta III. z Bogenu.

## Vlajky vládních obvodů Bavorska

Bavorské vládní obvody

Svobodný stát Bavorsko se člení na 7 vládních obvodů (Regierungsbezirke). Všechny užívají vlastní vlajku.

Dolní Bavorsko Poměr stran: 2:3
Dolní Franky Poměr stran: 5:8
Horní Bavorsko Poměr stran: 2:3
Horní Falc Poměr stran: 5:8
Horní Franky Poměr stran: 5:8
Střední Franky Poměr stran: 2:3
Švábsko Poměr stran: 5:8